# Parahindoloides lumuana
Parahindoloides lumuana is een halfvleugelig insect uit de familie Clastopteridae. De wetenschappelijke naam van deze soort is voor het eerst geldig gepubliceerd in 1951 door Lallemand.